# The Maid of Honor (film 1913)
The Maid of Honor è un cortometraggio muto del 1913 diretto da Charles Brabin.

## Produzione
Il film fu prodotto dalla Edison Company.

## Distribuzione
Distribuito dalla General Film Company, il film - un cortometraggio in una bobina - uscì nelle sale cinematografiche statunitensi l'11 gennaio 1913. Il 16 aprile dello stesso anno, venne distribuito anche nel Regno Unito.